# Zalman Shazar
Zalman Shazar, in ebraico זלמן שז"ר (Mir, 24 novembre 1889 – Gerusalemme, 5 ottobre 1974), è stato un politico, scrittore, poeta e storico bielorusso naturalizzato israeliano, presidente di Israele dal 1963 al 1973.
È stato anche autore di saggi e poeta.

## Biografia
Zalman Shazar nacque a Mir, paese dell'Impero russo ubicato nell'attuale Bielorussia. La sua famiglia era ebraico chassidica ed appartenente al movimento Chabad Lubavitch e Shazar ricevette un'educazione religiosa fin dalla gioventù. Rimase coinvolto nel Chabad Lubavitch per il resto della sua vita, aiutando il rabbino Yosef Yitzchok Schneersohn, sesto Rebbe del movimento religioso, nella fondazione del villaggio di Kfar Chabad e assecondandone la volontà, permettendo alla comunità religiosa di Israele di avere un proprio sistema educativo.
Successivamente portò avanti un'intensa corrispondenza con Menachem Mendel Schneerson, settimo ed ultimo Rebbe del Chabad, e lo visitò in numerose occasioni. Durante l'adolescenza aderì al movimento sionista Poale Zion. Nel 1924 emigrò nel Mandato britannico della Palestina, dove divenne membro del segretariato dell'Histadrut, l'organizzazione sindacale sionista dei lavoratori ebrei della Palestina mandataria. Shazar fu direttore del quotidiano in lingua ebraica Davar dal 1944 al 1949.

### Deputato alla Knesset e ministro
Venne eletto alla Knesset nelle elezioni del 1949, come membro del partito Mapai, e fu nominato Ministro dell'Educazione nel primo governo del neonato Stato d'Israele, guidato da David Ben-Gurion. Non fu parte del secondo governo Ben-Gurion, ma mantenne un posto in parlamento sia nelle elezioni del 1951 che in quelle del 1955. Nel 1952 era anche entrato nell'esecutivo dell'Agenzia ebraica. Dimessosi dalla Knesset nel 1956, ricoprì la carica di presidente dell'Agenzia ebraica di Gerusalemme fino al 1960.

### Presidente di Israele
Shazar venne eletto presidente dello Stato di Israele dalla Knesset il 21 maggio 1963, battendo Peretz Bernstein, esponente del Partito Liberale israeliano. Fu il terzo ad occupare la carica. Lo stesso anno partecipò al Funerale di John Fitzgerald Kennedy dopo il suo assassinio. Nel 1964 incontrò Papa Paolo VI in occasione della sua visita in Terra santa. Shazar fu rieletto per un secondo mandato presidenziale il 26 marzo 1968. 
Nel 1969 fu uno dei 73 capi di Stato ad inviare un messaggio alla NASA in occasione dello sbarco dell'uomo sulla Luna. Il messaggio, impresso con quelli degli altri capi di Stato su un disco in silicio, venne lasciato sul suolo lunare dagli astronauti della missione Apollo 11. Lasciò la carica di Presidente alla scadenza del suo secondo mandato, nel 1973, venendo succeduto da Ephraim Katzir. Shazar morì il 5 ottobre 1974 e venne successivamente sepolto sul Monte Herzl, nelle vicinanze di Gerusalemme.

## Opere
Shazar è stato autore di vari libri, tra cui:
- Chaim Weizmann--Reviver of sovereignty;: The Weizmann day assembly address, November 2, 1959 (1959)
- Morning Stars (1967) tradotto dall'ebraico Kochvei boker (1950; settima edizione, 1966)
- Shtern Fartog (1966)
- Or Ishim (Volume One) (1963)